# Corina Ungureanu
Corina Georgiana Ungureanu (Ploiești, 1980. augusztus 29. –) kétszeres világ- és Európa-bajnok román szertornász, edző, nemzetközi tornabíró.

## Életpályája
Édesapja Valeriu Ungureanu. Van egy Cătălin nevű testvére.
Négy éves korában édesanyja balettra íratta be, de hét éves korában édesapja hatására a szülővárosában lévő CS Petrolul sportklubban Leana Sima irányítása mellett tornázni kezdett.
A juniorválogatottnak 1993-ban lett tagja, edzői itt Eliza Stoica, Ștefan Gal, Benone Perețeanu, Adrian Boboc, Mariana Ristea és Liviu Mazilu voltak. A felnőtt válogatottba 1996-ba került, itt Octavian Bellu, Mariana Bitang, Nicolae Forminte, Sandu Lucian, Benone Perețeanu, Ciprian Crețu és Corina Moroșan edzették.
Példaképei Nadia Comăneci, Szabó Katalin és Daniela Silivaș voltak.
Kedvenc szere a felemás korlát volt.
Középiskolai tanulmányait a dévai Tornagimnáziumban folytatta 1995 és 1999 között.

### Juniorként
Országos juniorbajnokságon 1993-ban debütált, első versenyén felemás korláton első, gerendán harmadik helyet szerzett, 1994-ben felemás korláton, egyéni összetettben, gerendán és ugrásban is bajnoki címet szerzett.
Az 1993-as Románia-Németország kétoldalú találkozón első helyezett volt a csapattal és nyolcadik egyéni összetettben.

### Felnőttként

#### Országos eredmények
Országos bajnokságon elért legjobb eredményei az 1996-ban a klubcsapattal megnyert második hely és az 1997-ben felemás korláton megszerzett ezüstérem.

#### Nemzetközi eredmények
Románia Nemzetközi Bajnokságán 1997-ben egyéni összetettben, felemás korláton, talajon és gerendán is második helyezett volt, 1998-ban pedig felemás korláton első.
Az 1997-es Olaszország-Románia-Ukrajna találkozón a csapattal első, egyéni összetettben negyedik, az 1999-es Románia-Spanyolország-Németországon, a Románia-Olaszország-Bulgárián és a Hollandia-Románián a csapattal első helyezett volt.

##### Európa-bajnokság
Európa-bajnokságon egy alkalommal szerepelt, két aranyérmet szerezve.
Ez 1998-ban Szentpéterváron történt, ahol a csapattal (Simona Amânar, Gina Gogean és Claudia Presăcan) és talajon szerezte meg a bajnoki címet, továbbá negyedik helyezett volt felemás korláton és nyolcadik gerendán.

##### Világbajnokság
Karrierje során kétszer vett részt világbajnokságon, két aranyérmet szerezve.
Először 1997-ben Lausanne-ban, ahol a bajnoki címet a csapattal (Simona Amânar, Maria Olaru, Claudia Presăcan, Alexandra Marinescu és Mirela Țugurlan) szerezte meg.
Másodszor 1999-ben Tiencsinben ugyancsak a csapattal (Maria Olaru, Simona Amânar, Loredana Boboc, Andreea Răducan és Andreea Isărescu) volt aranyérmes.

### Visszavonulása után
1999-ben vonult vissza, anélkül, hogy sikerült volna olimpiai játékokon részt vennie.
Nagy vihart kavart a román médiában azzal, hogy 1999-ben szerepelt a Playboy romániai kiadásában és 2002-ben egy Japánban megjelent DVD-én Lavinia Miloșovici-csal és Claudia Presăcannal együtt meztelenül hajtva végre tornagyakorlatokat.
Egyetemi tanulmányait 2000-2005 között a Bukaresti Nemzeti Testnevelési és Sport Egyetemen folytatta.
2003-tól 2007-ig a CS Petrolul Ploiești sportklub, ahonnan maga is indult, női torna osztályának gyermekcsoportját edzette önkéntesen.
2007-től 2010 egy Man-szigeti Ellan Vannin Gymnastics Club nevű tornaklubban tevékenykedett edzőként.
2007-2012 között nemzetközi, 2013-tól kezdődően szövetségi tornabíróként számos versenyen bíráskodott.
2010-ben próbálkozott a versenyzéshez való visszatéréssel, két és fél hónapig edzve az olimpiai válogatottal, de végül bokafájdalmai miatt abba kellett hagynia a felkészülést.
Visszavonulása után edzői és tornabírói tevékenységén kívül a román politikai életben is szerepet vállalt. Tagja volt a Románia Haladásáért Országos Szövetségnek (Uniunea Națională pentru Progresul României - UNPR). 2012-ben belépett a Szociáldemokrata Pártba, de 2013-ban ki is lépett, mivel független jelöltként indult a 2014-es európai parlamenti választásokon, ahol végül nem nyert.
2012 és 2013 között Ploiești polgármesterének szaktanácsadójaként működött sportügyekben.
2014-ben vált a Nemzeti Liberális Párt tagjává.
2014 áprilisában Povestea mea (kb. Az én történetem ) címmel megjelent önéletrajzi könyve.

## Díjak, kitüntetések
Szülővárosa, Ploiești 1997-ben díszpolgárává avatta.
A Román Torna Szövetség 1997 és 1999 között minden évben beválasztotta az év tíz legjobb női sportolója közé.
2000-ben Kiváló Sportolói címmel tüntették ki.
Ugyancsak 2000-ben az Érdemért Érdemérem III. osztályával tüntették ki.